# Under Jolly Roger
Under Jolly Roger è il terzo album in studio del gruppo musicale power metal tedesco Running Wild, è stato pubblicato dalla Noise Records in aprile 1987.

## Edizioni
Malgrado sul retro di tutte le edizioni ci sia la stessa track-list della versione in vinile, questa differisce in quanto, nelle edizioni in CD alcune tracce si trovano in posizioni diverse. La stessa cosa è accaduta nella ristampa del 2007, curata sempre dalla Noise Records via-Sanctuary Records.

## Tracce

### LP & Cassette Version
1. Under Jolly Roger – 4:42
2. War in The Gutter – 3:19
3. Raw Ride – 4:39
4. Beggar's Night – 5:05
5. Raise Your Fist – 5:30
6. Land Of Ice – 4:56
7. Diamonds Of The Black Chest – 3:07
8. Merciless Game – 3:45

### CD Version
1. Under Jolly Roger – 4:42
2. Beggar's Night – 5:05
3. Diamonds Of The Black Chest – 3:07
4. War in The Gutter – 3:19
5. Raise Your Fist – 5:30
6. Land Of Ice – 4:56
7. Raw Ride – 4:39
8. Merciless Game – 3:45

## Repress Edition

### Original LP back cover
1. Under Jolly Roger – 4:42
2. Beggar's Night – 5:06
3. Diamonds Of The Black Chest – 3:07
4. War in The Gutter – 3:19
5. Raise Your Fist – 5:29
6. Land Of Ice – 4:55
7. Raw Ride – 4:34
8. Merciless Game – 3:49

## Formazione
- Rock 'n' Rolf - voce, chitarra
- Majk Moti - chitarra
- Stephan - basso
- "Hasche" - batteria